# Paradelphomyia dissita
Paradelphomyia dissita är en tvåvingeart som beskrevs av Alexander 1960. Paradelphomyia dissita ingår i släktet Paradelphomyia och familjen småharkrankar. Inga underarter finns listade i Catalogue of Life.